# Jacob Nampudakam
Padre Jacob Nampudakam SAC (Erattupetta, 10 de agosto de 1955) é presbítero indiano da Igreja Católica Romana e membro da Sociedade do Apostolado Católico. Em 2010, tornou-se o 49º superior geral da mesma.

## Biografia
Pe. Jacob nasceu na comunidade de Ayyampara, no município de Erattupetta, Kerala, Índia, o nono dos dez filhos do casal Matthew e Eliama Nampudakam. Sua família tinha a atividade musical como principal fonte de renda: seu pai liderava uma banda formada pelos filhos e outros artistas que animava as festas do vilarejo. Jacob iniciou seus estudos na escola pública local e, posteriormente, numa escola particular católica.
O desejo de seguir uma carreira eclesiástica surgiu quando ainda era muito jovem, inspirado por sua família e pelos missionários que trabalhavam nas missões no norte da Índia. Após concluir o ensino secundário, quis, a princípio, entrar para a Diocese de Chanda em Maharashtra, porém sem lograr êxito. Posteriormente, através de um primo, entrou em contato com a Sociedade Palotina. Ele foi então convidado ao seminário menor, Pallottigiri, em Trivandrum, Kerala, para uma experiência curta, em 1973. A comunidade o impressionou suficientemente para que decidisse permanecer.
Demonstrando excelência nos estudos, foi enviado a Nagpur para cursar Matemática, Física e Química. Tendo completado esses estudos, entrou para o noviciado em Pallotti Nilaya, Bangalor, em 1978. Foi ordenado presbítero em 20 de outubro de 1981, pelo bispo da Diocese de Palai, Kerala, o reverendo Joseph Pallikaparampil, em sua paróquia original, em Ayyampara.
Sua primeira missão foi o Filosofado em Goa, como diretor espiritual. Também foi-lhe pedido que fizesse o mestrado em Física, porém, como as vagas para o mestrado em Física eram limitadas, ele não foi admitido na Universidade de Goa. Assim, ele obteve o mestrado em Filosofia da Ciência na Universidade de Mumbai. Depois de seis anos em Goa, o então provincial Pe. Joseph Tharakkunel o enviou para Roma para estudar Espiritualidade e Psicologia.
Pe. Jacob chegou a Roma em 31 de agosto de 1987 e foi mandado para a Universidade Urbaniana para estudar o idioma italiano por um mês. Como não estava havendo admissões para o curso de Psicologia, Pe. Jacob entrou para a Universidade Santo Tomás de Aquino e fez o mestrado em Espiritualidade em um ano. Ele foi então admitido no Instituto de Psicologia da Pontifícia Universidade Gregoriana, fez quatro anos do curso e um ano de prática, demonstrando domínio em acompanhamento pessoal e psicoterapia.
Depois de completar seus estudos em Roma, ele foi apontado como associado do mestre dos noviços, Pe. Anton Nenzle, um palotino alemão, em Bangalor e, logo no ano seguinte, o próprio mestre dos noviços, função que exerceu durante seis anos. Concomitantemente, no mesmo período, ele também foi conselheiro da Província da Epifania do Senhor, professor de Psicologia e Filosofia da Ciência no Instituto Palotino de Filosofia em Goa, membro do secretariado geral para o Apostolado da Sociedade em Roma e, posteriormente, secretário-geral para formação. Durante sua estada em Bangalor, a tarefa mais desafiadora confiada a ele foi encontrar um terreno para o Teologado para os palotinos indianos. Finalmente, foi encontrado em Mysore, que hoje é considerado um dos campi mais bonitos que os palotinos possuem na Índia.
Findo seu mandato em Bangalor, Pe. Jacob foi apontado diretor do Centro de Animação Palotina em Nagpur e também presidente da comissão para transformação da província. Durante a assembleia provincial em 2001, o então reitor geral Pe. Séamus Freeman ofereceu-lhe o cargo de secretário-geral em Roma. Ele aceitou e o exerceu simultaneamente ao cargo de secretário geral para Formação da Sociedade. Junto com os membros do Secretariado Geral para Formação, ele tomou diversas iniciativas, como iniciar o curso de espiritualidade palotina de um ano no Centro de Formação Internacional em Roma e a publicação Ratio Institutionis da Sociedade.
Em 2004, ele foi eleito conselheiro geral da Sociedade, tornando-se o primeiro indiano a ser eleito a esse cargo. Durante seu mandato de seis anos, ele também continuou sendo secretário geral para Formação e engajado na condução de programas para formadores e membros envolvidos noutros apostolados como educação. 
Em 4 de outubro de 2010, durante 20º capítulo geral da Sociedade do Apostolado Católico, em Ariccia, Roma, ele foi eleito reitor geral da Sociedade, novamente sendo o primeiro não-europeu a assumir o cargo, do continente asiático. Em 2016, ele foi reeleito para um segundo mandato.